# Luis de Llano
Luis de Llano (segle xix-2 de novembre de 1928) va ser un actor espanyol que treballà en els teatres Teatre de la Comedia, Teatre Infanta Isabel, també treballà a l'Argentina. Va morir a Madrid, Espanya, el 2 de novembre de a 1928.